# توم فيرنر
توم فيرنر (بالإنجليزية: Tom Werner) هو منتج تلفزيوني ورائد أعمال أمريكي، ولد في 12 أبريل 1950 في نيويورك في الولايات المتحدة ويشغل حاليا منصب رئيس نادي ليفربول الإنجليزي.

## وصلات خارجية
- توم فيرنر على موقع IMDb (الإنجليزية)
- توم فيرنر على موقع ألو سيني (الفرنسية)
- توم فيرنر على موقع أول موفي (الإنجليزية)
- توم فيرنر على موقع قاعدة بيانات الفيلم (الإنجليزية)
- توم فيرنر على موقع كينوبويسك (الروسية)